# 布达佩斯第十区

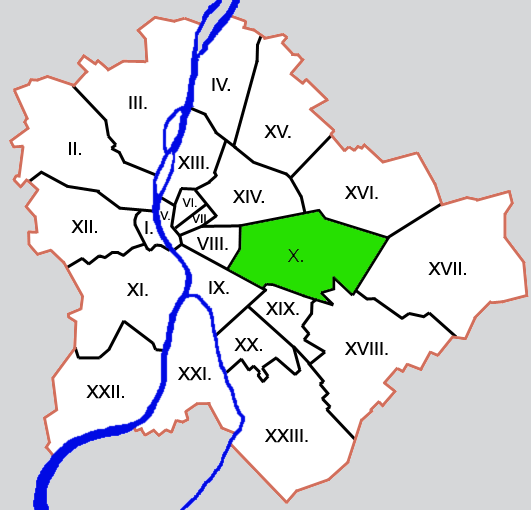
所在位置

区徽

布达佩斯第十区（匈牙利語：Budapest X. kerülete），是匈牙利首都布达佩斯的一个区，总面积32.49平方公里，总人口79 270，人口密度2 440人/平方公里（2009年1月1日）。